# ロルフ・ノルドハーゲン (物理学者)
ロルフ・ノルドハーゲン（Rolf Nordhagen、1927年8月2日 - 2013年7月1日）は、ノルウェーの物理学者、計算機科学者である。

## 若年期と教育
ノルドハーゲンはベルゲンで生まれた。父は同名の植物学者ロルフ・ノルドハーゲンであり、弟に美術史家のパー・ヨナス・ノルドハーゲンがいる。1958年にリヴァプールでPhDを取得した。1970年から1974年までオスロ大学の核物理学の講師を務めた後、1974年から1986年まで同大学の情報技術の責任者を務めた。1986年に同大学の情報科学の教授に就任した。
ノルドハーゲンは、ノルウェーの学術ネットワークであるUninettと北欧の大学間ネットワークであるNORDUnetの両方の開発と再構築に関わった。 
ノルドハーゲンは2013年に死去した。死後の2014年、インターネットソサエティのインターネットの殿堂に殿堂入りした。

## その他の情報源
- NORDUNET: The Roots of Nordic Networking by Rolf Nordhagen